# Nachal Chalamiš
Nachal Chalamiš (hebrejsky נחל חלמיש) je vádí v jižním Izraeli, na pomezí severovýchodního okraje Negevské pouště a Judské pouště.
Začíná cca 10 kilometrů jihovýchodně od města Arad v nadmořské výšce okolo 250 metrů v kopcovité pouštní krajině na svazích hory Har Cheter. Směřuje potom k jihovýchodu, z jihu míjí vrch Giv'at Zeron. Pak se prudce zařezává do okolního terénu a skalnatou soutěskou klesá do příkopové propadliny Mrtvého moře skrz horské pásmo Cukej Rom s horou Har Chemar. Nachází se tu skalní stupně a vodopád. Vádí je turisticky využíváno. Podchází dálnici číslo 31 a nedaleko od ruiny pevnosti Mecad Zohar ústí cca 2 kilometry západně od vesnice Neve Zohar zprava do vádí Nachal Zohar, které jeho vody odvádí do Mrtvého moře, respektive do jeho jižní části, která je kvůli poklesu hladiny oddělena od severní části a má charakter menší vodní plochy.